# Каменський район (Тульська область)
Кам'янський район (рос. Каменский район) — муніципальне утворення в Тульській області Росії.
Адміністративний центр — село Архангельське.

## Географія
Район розташований на півдні Тульської області, межує з Орловською областю. Площа району — 795 км (за іншою оцінкою 829 км²). Основні річки — Красива Меча, Ситова Меча, Зуша, Гоголь, Галиця, Кам'янка.